# Roy Clements

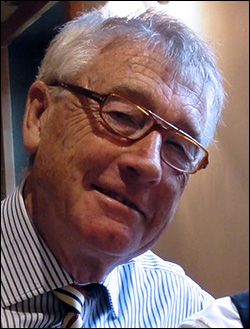
Roy Clements

Roy Clements (* 1946 in London) ist ein britischer Autor, christlicher Theologe und ehemaliger Pastor.
Clements gehörte in den 1980er- und 1990er-Jahren zu den führenden Personen der evangelikalen Bewegung in Großbritannien, bis er 1999 sein pastorales Amt aufgab, als seine Homosexualität bekannt wurde. Gegenwärtig engagiert er sich als christlicher LGBT-Aktivist.

## Biographie
Clements wuchs im East End von London auf und promovierte in chemischer Physik. Im Anschluss arbeitete er für die University Colleges Christian Fellowship (UCCF) in Nairobi und diente als Pastor an der Nairobi Baptist Church in Kenia. 1979 kehrte er nach Großbritannien zurück und wurde Pastor an der Eden Baptist Church, Cambridge, wo seine Arbeit unter den Studenten einen großen Stellenwert bekam. Über zwei Jahrzehnte erwarb sich Clements in der internationalen christlichen Bewegung einen Ruf als engagierter Prediger und Lehrer. Er war ein bekannter Konferenzsprecher und bekleidete bis 1999 Leitungsfunktionen in verschiedenen evangelikalen Organisationen; unter anderem im Management Council der Evangelischen Allianz. Sein Engagement endete sehr plötzlich, als er 1999 von einer britischen Zeitung geoutet wurde.
Im März 1999 gab Clements sein Amt als Senior Pastor an der Eden Baptist Church auf. Drei Monate später bekannte er sich gegenüber seiner Ehefrau Jane Clements zu seiner sexuellen Orientierung und erbat sich eine Bedenkzeit von zwei Jahren, um über seine eigene sexuelle Identität zu reflektieren. Während dieser Zeit baute er eine Beziehung zu einem Mann auf, die er auch nicht beendete, als seine Ehefrau ihn diesbezüglich zur Rede stellte.
Daraufhin schlug seine Ehefrau ihm ein Beratungsgespräch mit John Stott, dem Rektor emeritus der All Souls Church, Langham Place, in London vor, einem langjährigen Freund von Roy Clements und bekannten evangelikalen Führer.
Im September 1999 entschieden Jane Clements und eine Gruppe von christlichen Leitern an der Eden Baptist Church (inklusive Sir Fred Catherwood), dass für die Evangelische Allianz ein unakzeptables Risiko eines Skandals bestehe, und gaben eine entsprechende Presseerklärung heraus. Der Daily Telegraph berichtete zu diesem Zeitpunkt von der Beziehung Clements zu einem Mann. Der Rücktritt von Clements wurde von der Evangelischen Allianz begrüßt. Clements verließ seine Ehefrau endgültig.
Clements schreibt gegenwärtig Bücher und Schriften für LGBT-Aktivisten und LGBT-Organisationen, inklusive Evangelicals Concerned und Evangelical Fellowship of Lesbian and Gay Christians.

## Werke von Clements
Seit dem Bekanntwerden der sexuellen Identität von Clements 1999 hat eine Anzahl von christlichen Verlagen die Bücher von Clements nicht länger publiziert. Zuvor wurden seine theologischen Bücher und Bibelkommentare von InterVarsity Press (IVP) und Kingsway Books sowie von den Universitäten und Colleges der University Colleges Christian Fellowship (UCCF) herausgegeben. Zu seinen Werken gehören unter anderem:
- A Sting in the Tale (IVP), ein Kommentar zu den Gleichnissen bei Lukas
- Practising Faith in a Pagan World (IVP),  über Daniel/Ezechiel
- Masterplan (IVP)
- No Longer Slaves (IVP), ein Kommentar zum Galaterbrief
- Turning the World Upside Down (IVP), ein Kommentar zu Apostelgeschichte 1–15
- People Who Made History (IVP), ein Kommentar zu Richter/Ruth
- Songs of Experience (Focus/Baker), ein Kommentar zu ausgewählten Psalmen
- The Strength of Weakness (Focus/Baker), ein Kommentar zum 2. Korintherbrief
- Introducing Jesus (Kingsway), ein Kommentar zum Johannesevangelium
- From Head to Heart (Kingsway), ein Kommentar zum 1. Johannesbrief
- Word and Spirit (UCCF), eine Abhandlung zur Bibel und zum charismatischen Geschenk der Prophetie
- Turning Points (UCCF), eine Übersicht über kulturelle Trends
- Why I Believe (Regent College Publishing)
- Rescue: God's Promise to Save (Focus), mit Peter Lewis und Greg Haslam, eine kurze Darlegung der fünf Punkte des Calvinismus